# دارکوب سوسوزن آندی
دارکوب سوسوزن آندی (نام علمی: Colaptes rupicola) گونه‌ای پرنده از زیرتیرهٔ دارکوبیان (Picinae) است. این پرنده در آرژانتین، بولیوی، شیلی، اکوادور و پرو یافت می‌شود.

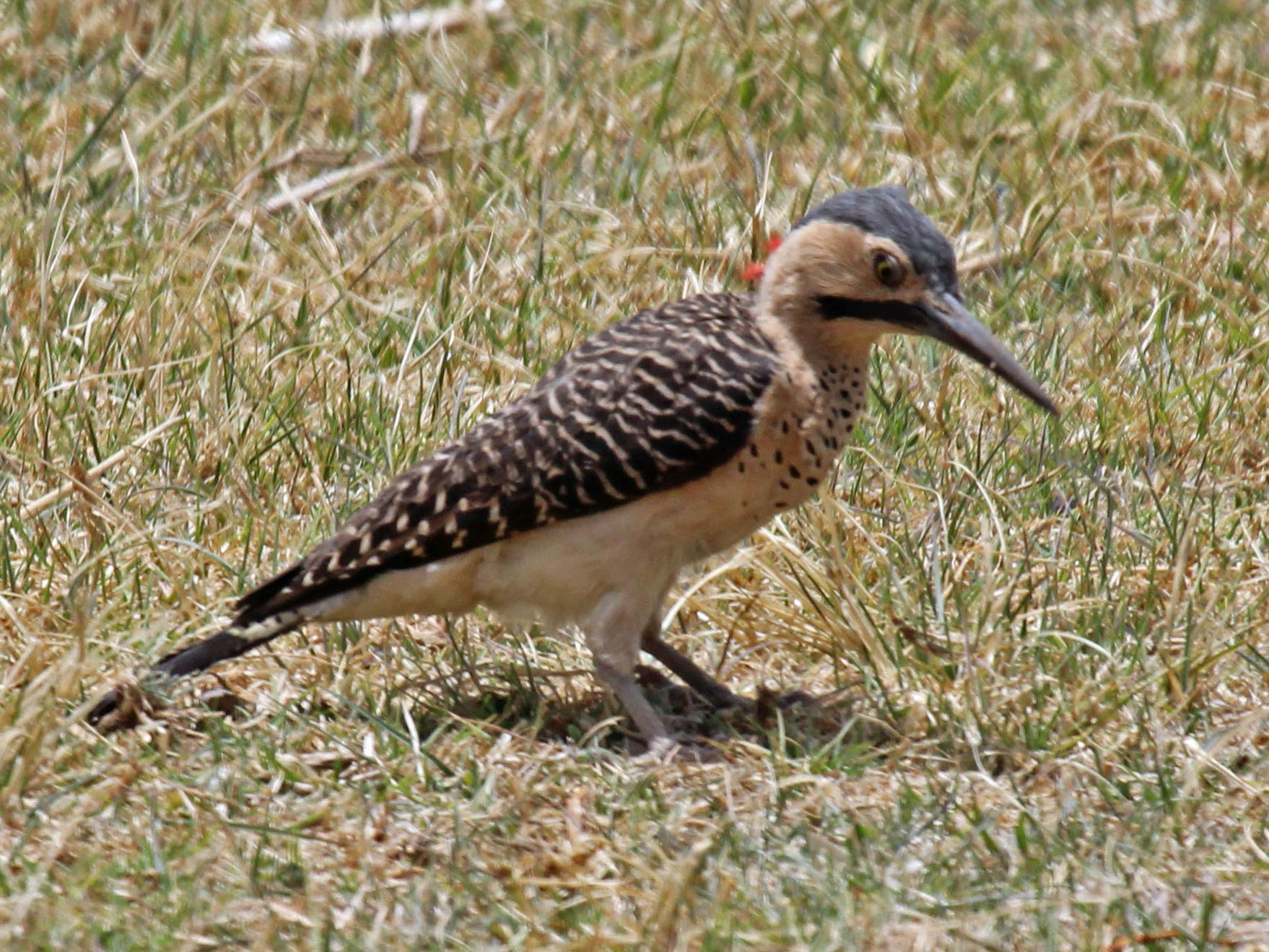
دارکوب سوسوزن آندی ، C. r. puna